# Marco Fassinotti
Marco Fassinotti (* 29. April 1989 in Turin) ist ein italienischer Leichtathlet, der sich auf den Hochsprung spezialisiert hat.

## Sportliche Laufbahn
Erste internationale Erfahrungen sammelte Marco Fassinotti im Jahr 2008, als er bei den Juniorenweltmeisterschaften in Bydgoszcz mit übersprungenen 2,13 m den siebten Platz belegte. Im Jahr darauf nahm er an der Sommer-Universiade in Belgrad teil und gelangte dort mit 2,20 m auf Rang vier und anschließend wurde er bei den U23-Europameisterschaften in Kaunas mit 2,21 m Sechster. 2010 klassierte er sich bei den Europameisterschaften in Barcelona mit 2,23 m auf dem neunten Platz und im Jahr darauf belegte er bei den Halleneuropameisterschaften in Paris mit einer Höhe von 2,29 m den sechsten Platz. Im Juli gelangte er bei den U23-Europameisterschaften in Ostrava mit 2,21 m auf Rang fünf und wurde anschließend bei den Studentenweltspielen in Shenzhen mit 2,18 m Zwölfter. 2013 schied er bei den Halleneuropameisterschaften in Göteborg mit 2,23 m in der Qualifikationsrunde aus und im Jahr darauf gelangte er bei den Hallenweltmeisterschaften in Sopot mit 2,29 m auf Rang fünf. Im August klassierte er sich dann bei den Europameisterschaften in Zürich mit 2,26 m auf dem sechsten Platz. 2015 wurde er bei den Bislett Games in Oslo mit 2,33 m Zweiter und siegte im Juli mit 2,31 m bei den Anniversary Games in London. Er galt damit als Medaillenkandidat für die Weltmeisterschaften in Peking, konnte dort aber verletzungsbedingt nicht an den Start gehen. Im Jahr darauf übersprang er in der Halle 2,35 m und belegte im März bei den Hallenweltmeisterschaften in Portland mit 2,25 m den neunten Platz. Im Mai wurde er bei den Doha Diamond League mit 2,29 m Dritter.
2017 nahm er erneut an der Sommer-Universiade in Taipeh teil und gewann dort mit übersprungenen 2,29 m die Silbermedaille hinter dem Deutschen Falk Wendrich. Im Jahr darauf sicherte er sich bei den Mittelmeerspielen in Tarragona mit 2,23 m die Bronzemedaille hinter dem Syrer Majd Eddin Ghazal und Konstandinos Baniotis aus Griechenland. Anschließend verpasste er bei den Europameisterschaften in Berlin mit 2,21 m den Finaleinzug. 2021 wurde er bei den Anniversary Games in Gateshead mit 2,25 m Zweiter und im Jahr darauf gelangte er bei den Mittelmeerspielen in Oran mit 2,19 m auf Rang sieben. Anschließend verpasste er bei den Weltmeisterschaften in Eugene mit 2,25 m den Finaleinzug und brachte dann bei den Europameisterschaften in München im Finale keinen gültigen Versuch zustande. 2023 gelangte er bei den Halleneuropameisterschaften in Istanbul mit 2,15 m auf den achten Platz und im August wurde er bei den Weltmeisterschaften in Budapest mit 2,20 m im Finale Zwölfter. Im Jahr darauf verpasste er bei den Europameisterschaften in Rom mit 2,17 m den Finaleinzug.
In den Jahren 2013, 2015 und 2021 wurde Fassinotti italienischer Meister im Hochsprung im Freien sowie 2014, 2020 und 2024 in der Halle.